# Condado de Burra
Burra Concelho na Hundred de Kooringa
O Condado de Burra é uma unidade cadastral localizado no estado australiano de Austrália do Sul que abrange terrenos localizados no leste do estado associados à vila de Burra.  Foi proclamado em 1851 pelo Governador Young e nomeado após a cidade de Burra.

## Descrição
O condado de Burra cobre parte da Austrália do Sul a leste do extremo norte do Mount Lofty Ranges e ao noroeste da "grande curva" no rio Murray e com a cidade de Burra sendo localizada a meio caminho ao longo de seu limite ocidental.

## História
O condado de Burra foi proclamado por Henry Edward Fox Young, o quinto Governador da Austrália do Sul em 7 de agosto de 1851.  O condado foi nomeado após a então cidade do governo de Burra.  As seguintes treze hundreds foram proclamadas dentro do condado entre os anos 1851 e 1881 — Apoinga em 1851, Baldina em 1875, Bright em 1875, Bundey em 1878, Hallett em 1860, King em 1878, Kingston em 1860, Kooringa em 1851, Lindley em 1881, Maude sob o nome de Schomburgk em 1880, Mongolata em 1875, Rees em 1879 e Tomkinson em 1879.

## Hundreds constituintes

### Descrição do layout das hundreds
As hundreds localizados dentro do condado de Burra estão dispostos em quatro linhas (de norte a sul) da seguinte forma:
- a primeira linha (de oeste a leste) - Hallett e Tomkinson,
- a segunda linha - Kingston, Mongolata e Rees,
- a terceira linha - Kooringa, Baldina e King,
- a quarta linha - Apoinga, Bright, Bundey, Maude e Lindley.

### Hundred de Apoinga
A Hundred de Apoinga (33° 53′ 16″ S, 138° 58′ 37″ L) foi proclamado pelo governador Young em 7 de agosto de 1851. Abrange uma área de 91 milha quadradas (240 km2) e seu nome é considerado como uma corruptela de "appinga", que era o nome do tribo aborígene que habitava a área. A Hundred de Apoinga inclui as localidades de Apoinga, Koonoona, Emu Downs, a parte sul de Burra, parte norte da Brady Creek e a parte noroeste de Emu Flats de Robertstown.

### Hundred de Baldina
A Hundred de Baldina (33° 43′ 04″ S, 139° 06′ 15″ L) foi proclamado por Governador Musgrave em 30 de dezembro de 1875. Abrange uma área de 93 milha quadradas (240 km2). Inclui a localidade de Baldina, a metade norte da localidade de Fim do mundo e uma seção da localidade de Burra Eastern Distritos.

### Hundred de Bright
A Hundred de Bright (33° 52′ 49″ S, 139° 06′ 43″ L) foi proclamado pelo governador Musgrave em 17 de junho de 1875. Abrange uma área de 93 milha quadradas (240 km2) e foi nomeado após Henry Edward Bright, um político australiano do sul. Inclui a localidade de Bright, the southern half of the locality of Worlds End, the north-western part of the locality of Robertstown and the north-western corner of the locality of Geranium Plains.

### Hundred de Bundey
A Hundred de Bundey (33° 53′ 18″ S, 139° 16′ 16″ L) foi proclamado em 21 de novembro de 1878. Abrange uma área de 118 milha quadradas (310 km2) e foi nomeado após William Henry Bundey, um político australiano do sul. Inclui a localidade de Bundey and the north-eastern corner of the locality of Geranium Plains.

### Hundred de Hallett
A Hundred de Hallett (33° 24′ 05″ S, 138° 57′ 47″ L) foi proclamado por Governador MacDonnell em 23 de fevereiro de 1860. Abrange uma área de 135 milha quadradas (350 km2) e é relatado como sendo nomeado após um pastor, Alfred Hallett da estação de Wandilla, ou após John Hallett, um político australiano do sul. Inclui a maioria das localidades de Hallett e Mount Bryan East, a parte sul da localidade de Ulooloo e o canto noroeste da localidade de Collinsville.

### Hundred de King
A Hundred de King (33° 43′ 28″ S, 139° 15′ 45″ L) foi proclamado por Governador Jervois em 31 de outubro de 1878.  Cobre uma área de
118 milha quadradas (310 km2) e foi nomeado após Thomas King, um político australiano do sul. Está inteiramente contido na localidade moderna de Burra Eastern Districts.

### Hundred de Kingston
A Hundred de Kingston (33° 32′ 50″ S, 138° 56′ 46″ L) foi proclamado pelo governador MacDonnell em 23 de fevereiro de 1860.  Cobre uma área de 87 milha quadradas (230 km2) e foi nomeado após George Strickland Kingston, um político australiano do sul. Inclui a localidade de Mount Bryan, a parte sudoeste da localidade de Mount Bryan East e grande parte da parte nordeste da localidade de Burra.

### Hundred de Kooringa
A Hundred de Kooringa (33° 42′ 42″ S, 138° 57′ 38″ L) foi proclamado pelo governador Young em 3 de março de 1881 7 de agosto de 1851. Cobre uma área de 98 milha quadradas (250 km2) e seu nome é relatado como sendo derivado do aborígene, nome para terra em que o governo da cidade de Burra foi localizado. Inclui a parte central da localidade moderna de Burra e a ponta sudoeste da localidade de Mount Bryan.

### Hundred de Lindley
A Hundred de Lindley (33° 53′ 13″ S, 139° 36′ 47″ L) foi proclamado pelo governador Jervois em 3 de março de 1881.  Cobre uma área de 115 milha quadradas (300 km2) e foi nomeado após John Lindley, um botânico e horticultor inglês. Compartilha exatamente os mesmos limites que a localidade moderna de Lindley.

### Hundred de Maude
A Hundred de Maude (33° 53′ 08″ S, 139° 26′ 33″ L) que originalmente foi proclamado como Hundred de Schomburgk em 16 de dezembro de 1880, cobre uma área de 115 milha quadradas (300 km2).  A nomeação original era honrar Moritz Richard Schomburgk, um diretor da Adelaide Botanic Gardens.  Foi um dos lugares a serem renomeados durante a Primeira Guerra Mundial como era "de origem inimiga".  A Hundred de Koerabko foi proposto pela primeira vez como um nome de substituição, mas não foi aceito sem que um motivo fosse dado. Ele finalmente recebeu o nome de Frederick Stanley Maude, um general britânico da Primeira Guerra Mundial em 10 de janeiro de 1918.  Uma proposta apresentada em 1983 para restabelecer Schomburgk como o nome da Hundred não foi aprovado pelo Concelho de Nomes Geográficos. Ele compartilha exatamente os mesmos limites que a localidade moderna de Maude.

### Hundred de Mongolata
A Hundred de Mongolata (33° 33′ 06″ S, 139° 06′ 19″ L) foi proclamado pelo governador Musgrave em 30 de dezembro de 1875.  Abrange uma área de 93 milha quadradas (240 km2) e seu nome é relatado como derivado de uma palavra aborígene. Inclui a localidade de Mongolata, uma parte nordeste da localidade de Burra, a parte sudeste da localidade de Mount Bryan East e a parte noroeste da localidade de Burra Eastern Districts.

### Hundred de Rees
A Hundred de Rees (33° 33′ 24″ S, 139° 16′ 00″ L) foi proclamado pelo governador Jervois em 18 de setembro de 1879.  Abrange uma área de 101 milha quadradas (260 km2) e foi nomeado após Rowland Rees, um político australiano do sul.  Está inteiramente contido na localidade moderna de Burra Eastern Districts.

### Hundred de Tomkinson
A Hundred de Tomkinson (33° 24′ 08″ S, 139° 12′ 51″ L) foi proclamado pelo governador Jervois em 18 de setembro de 1879.  Abrange uma área de 167 milha quadradas (430 km2) e foi nomeado após Samuel Tomkinson, um político australiano do sul. Inclui a grande maioria da localidade de Collinsville e uma pequena parte oriental da localidade de Mount Bryan East.